# Aron Kohen
Aron Fedorowycz Kohen, ukr. Арон Федорович Коген, ros. Арон Фёдорович Коген, Aron Fiodorowicz Kogien (ur. 19?? w Odessie, Imperium Rosyjskie, zm. 19??, Ukraińska SRR) – ukraiński trener piłkarski pochodzenia żydowskiego.

## Kariera trenerska
W 1936 roku trenował Dynamo Odessa, którym kierował do lata 1937.